# 藤野英人
藤野 英人（ふじの ひでと、1966年8月29日 - ）は、日本の投資家（ファンドマネジャー）、経営者、作家、YouTuber。レオス・キャピタルワークス株式会社の創業者の1人。レオス・キャピタルワークス代表取締役会長兼社長・最高投資責任者（CIO）。JPXアカデミーフェロー、東京理科大学上席特任教授、早稲田大学政治経済学部非常勤講師、叡啓大学客員教授。一般社団法人投資信託協会理事。富山県富山市出身。
特に中小型および成長株の運用経験が長く、ファンドマネジャーとして約30年の経験を持つ。自身が運用責任者を務める「ひふみ投信」「ひふみプラス」「ひふみ年金」は主に日本の成長企業に投資するアクティブファンド。

## 経歴
早稲田大学法学部を卒業後、野村投資顧問に入社。ジャーデン・フレミング投信・投資顧問(現 JPモルガン・フレミング・アセット・マネジメント)、ゴールドマン・サックス・アセット・マネジメントにて、ファンドマネジャーを歴任。特に中小型株および成長株の運用経験が長く、27年で延べ6000社、6500人以上の社長に取材した。
その後、独立し、レオス・キャピタルワークスを創業。主に日本の成長企業に投資する株式投資信託「ひふみ投信」「ひふみプラス」を運用し、ファンドマネジャーとして高パフォーマンスをあげる。「ひふみ投信」は株式会社格付投資情報センターが選定するファンド大賞を4年連続で受賞。
レオス・キャピタルワークス株式会社 代表取締役会長兼社長・最高投資責任者。JPXアカデミーフェロー、東京理科大学上席特任教授、早稲田大学政治経済学部非常勤講師、叡啓大学客員教授、一般社団法人投資信託協会理事。
近著に『お金を話そう。』『投資家みたいに生きろ』『投資家が「お金」よりも大切にしていること』『ゲコノミクス 巨大市場を開拓せよ!』など著書多数。

## 略歴
- 1966年（昭和41年）　富山県富山市生まれ[4]。
- 1985年（昭和60年）　愛知県立旭丘高等学校卒業。陸上部[3]。
- 1990年（平成02年）　早稲田大学法学部卒業後、野村投資顧問株式会社（現：野村アセットマネジメント）入社[3]。
- 1996年（平成08年）　ジャーディンフレミング投信・投資顧問株式会社（現：JPモルガン・アセット・マネジメント株式会社）入社[4]。
- 2000年（平成12年）　ゴールドマン・サックス・アセットマネジメント入社 、明治大学兼任講師[3]。
- 2003年（平成15年）　レオス・キャピタルワークス株式会社を創業[3]。
- 2005年（平成17年）　株式会社イデアインターナショナル取締役[5]。
- 2006年（平成18年）　株式会社ウォーターダイレクト（現：プレミアムウォーターホールディングス）取締役[6]。
- 2008年（平成20年）　レオス・キャピタルワークス株式会社において運用会社が直接販売をする直販投信、「ひふみ投信」の運用を開始する[3]。
- 2009年（平成21年）　リーマンショックの影響によりレオス・キャピタルワークスの株式をISホールディングスに1株1円、総額3240円で売却、社長を辞任し最高投資責任者として運用に専念[7]。
- 2013年（平成25年）　八面六臂株式会社 社外取締役[8]。
- 2015年（平成27年）　レオス・キャピタルワークス 代表取締役社長に復帰、最高投資責任者と兼任[9]。
- 2020年（令和02年）　YouTubeチャンネル『お金のまなびば!』を開設。番組内容は、お金や投資、経済の話について視聴者と一緒にたのしく学んでいく[3]。
- 2021年（令和03年）　ベンチャーキャピタル　レオス・キャピタルパートナーズ　設立[10]。

## 人物
- 投資教育にも注力しておりJPXアカデミー・フェロー[11]、明治大学商学部兼任講師、国境なき医師団フィランソロピック・アドバイザー[12] も務める。

- 趣味はピアノ、社交ダンス、テニス、将棋(アマチュア5段)など[3]。
- 座右の銘は「全力を尽くす」は寝ずに頑張るという意味ではなく、自分の持っている【全ての力】、5感や色々な感性を含め、自分が持っているものを全て使う、出し切るという意味で使っている[4]。
- 尊敬する人物は日本電産創業者の永守重信。仕事に対する姿勢や、投資家に対するコミュニケーションが長けている[4]。
- 元来は検事志望で祖父は裁判官[13]。

### 投資観
「地味で地道な会社」と表現する中小型の企業を実際に訪ねて調査する（いわゆる「ボトムアップリサーチ」）を重視しており、『「守りながら増やす」のが運用方針です。具体的には「地味で地道な会社」に投資しています。よく例に出すのが東証2部上場の朝日印刷という会社。知名度はありませんが、毎年5～15％は利益成長しており、株価も10年で約3倍になっています。何の会社かというと医薬品の箱の印刷をしている会社なんです。シェアも非常に高い。薬事法があり、法律に従って印刷するのがめんどくさいので、大手印刷会社はやらないからです。すごい会社ですが、日本にはこういう会社がたくさんあります。多くの人はソニーとか三菱重工業とか、日立とかそういう会社に投資すると「安心・安全」だと思っていますよね。でも「安心」＝「安全」ではありません。大手はライバルも多く、景気の影響を強く受ける。そうではなくライバルが少なくて景気の影響を強く受けない会社に投資するのが僕らの投資スタイルです。』と発言した。

## 著作

### 書籍
※ 国立国会図書館検索サイトにて
- 『デフレ時代の新投資戦略』（共著:長谷川慶太郎 邱永漢 船井幸雄 飯田勝平）（1999年8月20日、ビジネス社）ISBN 9784828408323
- 『トップファンドマネジャーの明快投資戦略』（1999年11月9日、ビジネス社）ISBN 978-4828408415
- 『伸びる会社ダメな会社の法則』（2000年4月20日、講談社+α新書）ISBN 978-4062720120
- 『スリッパの法則 プロの投資家が教える「伸びる会社・ダメな会社」の見分け方』（2004年9月18日、PHP研究所）ISBN 978-4569637518
  - 『スリッパの法則 プロの投資家が教える「伸びる会社・ダメな会社」の見分け方』（2006年5月6日、PHP研究所 PHP文庫）ISBN 9784569666280
- 『金のなる木は清い土で育つ 清豊の思想』（2005年2月1日、経済界）ISBN 978-4766783261
- 『トップファンドマネジャーの負けない株の黄金則』（2005年7月1日、ビジネス社）ISBN 978-4828412122
- 『図解 とってもやさしい株入門』（2005年9月1日、ナツメ社）ISBN 978-4816339851
- 『運用のプロが教える草食系投資』（共著:渋澤健 中野晴啓）（2010年4月24日、日本経済新聞出版社）ISBN 978-4532354213
- 『もしドラえもんの「ひみつ道具」が実現したら タケコプターで読み解く経済入門』（2010年9月1日、CCCメディアハウス）ISBN 978-4484102207
- 『ビジネスに役立つ「商売の日本史」講義』（2010年12月18日、PHP研究所）ISBN 978-4569794419
- 『図解 スリッパの法則 5000人の社長に会ったプロが教える！ 伸びる会社vs危ない会社の見わけ方』（2011年5月26日、PHP研究所）ISBN 978-4569796949
- 『日経平均を捨てて、この日本株を買いなさい。』（2012年2月10日、ダイヤモンド社）ISBN 978-4478017142
- 『君の人生を変える100の小さな習慣』（2012年3月29日、CCCメディアハウス）ISBN 978-4484122090
- 『30歳からはじめる お金の育て方入門 貯めながら殖やす新しい習慣-』（共著:渋澤健 中野晴啓）（2013年2月13日、同文館出版）ISBN 978-4495521714
- 『5700人の社長と会ったカリスマファンドマネジャーが明かす 儲かる会社、つぶれる会社の法則』（2013年2月22日、ダイヤモンド社）ISBN 978-4478021682
- 『投資家が「お金」よりも大切にしていること 』（2013年2月26日、星海社新書）ISBN 978-4061385207
- 『起業」の歩き方 リアルストーリーでわかる創業から上場までの50のポイント』（2013年9月19日、実務教育出版）ISBN 978-4788910690
- 『藤野さん、「投資」ってなにが面白いんですか？』（2015年7月1日、CCCメディアハウス）ISBN 978-4484152165
- 『お金持ち入門』（共著:朝倉智也 伊藤邦生 ウエスタン安藤 木村昭二 ほか、編者:土井英司）（2015年7月1日、実業之日本社）ISBN 978-4408110998
- 『日本株は、バブルではない 投資家が知っておくべき「伊藤レポート」の衝撃』（2015年7月31日、ダイヤモンド社）ISBN 978-4478066355
- 『投資バカの思考法』（2015年9月11日、SBクリエイティブ）ISBN 978-4797380989
- 『ヤンキーの虎 新・ジモト経済の支配者たち』（2016年4月15日、東洋経済新報社）ISBN 978-4492396186
- 『投資レジェンドが教える ヤバい会社』（2017年6月2日、日経ビジネス人文庫）ISBN 978-4532198220
- 『これからの地域再生 犀の教室』（共著:浅川芳裕 新雅史 木曽崇 島原万丈 広瀬郁、編者:飯田泰之）（2017年6月16日、晶文社）ISBN 978-4794968302
- 『人生100年時代のらくちん投資』（共著:渋澤健 中野晴啓）(2017年12月2日、日経ビジネス人文庫）ISBN 9784532198435
- 『いい会社を見極める 株式投資入門』(2018年1月15日、スマート新書）ISBN 978-4803011548
- 『岩手・宮城・福島の産業復興事例30. 続く挑戦. つなぐ未来へ』（監修委員の一員として参画）（2018年2月、復興庁）
- 『さらば、GG資本主義 投資家が日本の未来を信じている理由』(2018年6月13日、光文社新書）ISBN 978-4334043568
- 『資産を10倍にする!株の達人が教える『会社四季報』のトリセツ』（共著:渡部清二 エミン・ユルマズ 加谷珪一)（2018年12月7日、宝島社) ISBN 978-4800289889
- 『お金を話そう。』（2019年3月29日、弘文堂）ISBN 978-4335450600
- 『投資家みたいに生きろ 将来の不安を打ち破る人生戦略』（2019年9月12日、ダイヤモンド社）ISBN 978-4478107775
- 『ビッグミステイク レジェンド投資家の大失敗に学ぶ』（著者:マイケル・バトニック、訳者:鈴木立哉、解説:藤野英人）（2019年9月20日、日経BP）ISBN 978-4822289850
- 『ゲコノミクス 巨大市場を開拓せよ!』（2020年5月12日、日本経済新聞出版社）ISBN 978-4532358556
- 『14歳の自分に伝えたい「お金の話」』（2021年5月13日、マガジンハウス）ISBN 978-4838731527
- 『論客16人が予測する コロナ後の新ビジネスチャンス これから伸びる企業・市場、求められる人材・働き方』（著者:星野佳路 松田公太 冨山和彦 藤野英人 ほか 全16名）（2020年8月22日、PHP研究所）ISBN 978-4569847511
- 『おいしいニッポン 投資のプロが読む2040年のビジネス』（2021年11月9日、日本経済新聞出版社）ISBN 978-4532359072
- 『プロ投資家の先の先を読む思考法』（2022年5月2日、クロスメディア・パブリッシング）ISBN 978-4295406761
- 『投資家がパパとママに伝えたいたいせつなお金のはなし』（2023年2月22日、星海社 星海社新書）ISBN 9784065297223
- 『お金の基本について藤野英人先生に聞いてみた どうしたら貯められますか？将来の不安がなくなりますか？』（2023年11月2日、Gakken）ISBN 9784054069190
- 『「日経平均10万円」時代が来る！』（2024年1月10日、日経BP日本経済新聞出版）ISBN 9784296119325

### DVD
- 『日本株の本質と投資法 ─ ファンド大賞を4年連続で受賞した投資バカの思考』（パンローリング、2016年11月26日）　ISBN 978-4775964903

## 出演

### 対談
- ほぼ日刊イトイ新聞 藤野英人☓糸井重里 どうして投資をするんだろう
- ほぼ日刊イトイ新聞 藤野英人☓河野春樹☓糸井重里　理解力と人格。いま「一緒にはたらきたい人」とは？
- ほぼ日刊イトイ新聞 藤野英人×糸井重里 藤野英人さんの、ゲコノミスト宣言。（2020年）
- 実業之日本フォーラム「ウェポン化した資本主義：時価総額は力の源泉（藤野英人氏との対談）」聞き手白井一成（株式会社実業之日本社社主、社会福祉法人善光会創設者、事業家・投資家）

### インタビュー
- ほぼ日刊イトイ新聞 恋と投資。

### 寄稿
- 実業之日本社フォーラム連載コラム：日本のペイパル・マフィア（第1回）絶望から希望に転じた「日本の未来」恋と投資。

### テレビ
※ テレビ紹介情報サイトより
- 『ワールドビジネスサテライト』（テレビ東京） - 解説者
- 日経スペシャル カンブリア宮殿 間違いだらけの"日本の投資"に変革を― 成長企業を見抜くカリスマが明かす投資術！（2017年2月16日、テレビ東京）[17]
- 『推し、教えてください。～毎日がアガる！とっておきの方法』（テレビ東京）

### 雑誌
※ 国立国会図書館検索サイトにて
- 『週刊文春』（文芸春秋）- カリスマ投資顧問藤野英人のサルでもわかる「伸びない会社」
- 『週刊東洋経済』（東洋経済新報社）- ささいな事象に本質が見える！トイレが汚い会社には投資しない
- 『証券業報』（日本証券業協会）- ファンドマネージャーの立場から見た企業情報開示と企業IR
- 『プレジデント』（プレジデント社）
- 『ジャパニーズインベスター』（宝印刷）- 伸びる会社ダメな会社の見分け方
- 『日経マネー』（日経BP）- ≪シリーズ≫藤野英人の「大人の社会科見学」
- 『ファイナンシャルアドバイザー』（近代セールス社）- 金融商品のトリセツ（取扱説明書）
- 『企業家倶楽部』（企業家倶楽部）
- 『望星』（東海教育研究所）- 投資はマネーゲームじゃありません 投資は社会と価値を共有すること
- 『金融財政事情』（金融財政事情研究会）
- 『週刊ダイヤモンド』（ダイヤモンド社）- 7000人超の経営者と面談してきたカリスマ投資家が語る 伸びる会社・伸びない会社の社長論
- 『Voice』（PHP研究所）
- 『北陸経済研究』（北陸経済研究所）
- 『週刊教育資料』（日本教育新聞社）
- 『Newspicks magazine』（NewsPicks）
- 『証券アナリストジャーナル』（日本証券アナリスト協会）- これからの投資信託の役割とは : 投資文化の普及のために
- 『事業構想（事業構想大学院大学出版部）- 富山県 Project Nippon 過疎の町で古民家を購入し、多拠点生活 プロ投資家が地域の実践者に
- 『きんざいファイナンシャル・プラン』（きんざい）- 国内最大級のアクティブファンドは、『ひふみワールド』で新たなステップへ
- 『ニューズウィーク』 - 日本の企業に投資する理由
- 『エコノミスト』（毎日新聞出版）- 株式相場の大きな調整に備えよ
- 『商工会』（全国商工会連合会）- 地方を変える若者たちの大きな力
- 『週刊新潮』（新潮社）- 佐藤優の頂上対決
- 『マーケティングホライズン』（日本マーケティング協会）
- 『AERA』（朝日新聞出版）- ≪シリーズ≫社長のカネとメシ